# 靈武北站
靈武北站位於中华人民共和国寧夏回族自治區银川市灵武市，是银兰高速铁路上的一座车站，2019年12月29日随银兰高速铁路银中段开通而投入使用。

## 车站结构
灵武北站为银西铁路银川至吴忠段的其中一个車站。按照铁道部经济规划研究院《银西铁路银川至吴忠段吴忠、灵武北、银川东站建筑概念设计方案征集信息公告》所發佈之消息，灵武北站建筑规模將達3000平方米。
灵武北站位于城市西北侧，距离灵武市中心约5公里。
灵武历史可追溯至石器时代，设计灵感来源于水洞沟遗址、清水营堡所呈现出来的厚重辽阔以及古长城遗址所呈现出的“之字形”形态。
2019年12月29日，随着银兰高速铁路银川至中卫段建成並通车，灵武北站正式投入运营。